# Jerzy Jastrzębski (fizyk)
Jerzy Witold Jastrzębski (ur. 13 lutego 1934 w Poznaniu, zm. 19 sierpnia 2018 w Warszawie) – polski fizyk, prof. dr hab.

## Życiorys
W 1955 r. ukończył studia fizyczne na Uniwersytecie im. Adama Mickiewicza. W latach 1957–1983 pracował w Instytucie Badań Jądrowych w świerku. W 1963 r. doktoryzował się na podstawie pracy zatytułowanej Pomiary czasu życia stanów izomerycznych w zakresie nanosekundowym, której promotorem był prof. Zdzisław Wilhelmi, w 1971 r. uzyskał habilitację. W 1981 r. otrzymał tytuł profesora nauk fizycznych.
Od 1983 pracował w Środowiskowym Laboratorium Ciężkich Jonów Uniwersytetu Warszawskiego, w 1983 był jego wicedyrektorem, w latach 1984–1994 dyrektorem.
Był członkiem Zespołu Interdyscyplinarnego do spraw Infrastruktury Badawczej Ministerstwa Nauki i Szkolnictwa Wyższego i Komitetu Narodowego do spraw Współpracy z Europejską Fundacją Nauki (ESF) Prezydium PAN.